# Prințesa Margarita a Greciei și Danemarcei
Prințesa Margarita a Grecie și Danemarcei (greacă Πριγκίπισσα Μαργαρίτα της Ελλάδας και Δανίας) (18 aprilie 1905 – 24 aprilie 1981) a fost cel mai mare copil al Prințului Andrew al Greciei și Danemarcei și al Prințesei Alice de Battenberg. S-a născut în insula Corfu din Grecia.